# Nina Czeriemisina
Nina Wiktorowna Czeriemisina (ros. Нина Викторовна Черемисина; ur. 14 grudnia 1946 w Pskowie) – rosyjska wioślarka (sterniczka) reprezentująca ZSRR, dwukrotna medalistka olimpijska i czterokrotna medalistka mistrzostw świata.

## Kariera
Wystąpiła na igrzyskach olimpijskich w Moskwie w 1980, gdzie zdobyła dwa medale. Najpierw osada ZSRR w składzie: Marija Fadiejewa, Galina Sowietnikowa, Marina Studniewa, Swietłana Siemionowa, Natalja Kazak i Nina Czeriemisina zdobyła brązowy medal w czwórkach ze sternikiem. W finale uplasowały się o 1,65 sekundy za osadą NRD i o 0,17 sekundy za osadą Bułgarii. Następnie Antonina Pustowit, Jelena Matiewska, Olga Wasilczenko, Nadieżda Lubimowa, Natalja Kazak i Nina Czeriemisina zajęły drugie miejsce w czwórkach podwójnych ze sternikiem, przegrywając zaledwie o 0,41 sekundy z osadą NRD. Były to jej jedyne starty olimpijskie. 
Ponadto w czwórkach ze sternikiem zdobywała złote medale na mistrzostwach świata w Bledzie (1979), mistrzostwach świata w Monachium (1981), mistrzostwach świata w Lucernie (1982) i mistrzostwach świata w Duisburgu (1983).
Po zakończeniu kariery była trenerką i działaczką sportową. Odznaczona Orderem „Znak Honoru”, Medalem „Za pracowniczą wybitność”, Medalem „Weteran pracy” i tytułem Zasłużonego Mistrza Sportu ZSRR.